# Baltoro Muztagh
Baltoro Muztagh (chiń. upr. 巴尔托洛慕士塔格山; chiń. trad. 巴爾托洛慕士塔格山; pinyin Bā’ěrtuōluò Mùshìtǎgé Shān) – najwyższa grupa górska w paśmie Karakorum umiejscowiona pomiędzy przełęczami Old Muztagh Pass na zachodnim krańcu a Abruzzi Saddle na wschodnim. Jest częścią granicy pomiędzy Pakistanem a Chinami (dokładniej między prowincjami Baltistan i Sinciang). Nazwa pochodzi od spływającego na południowy zachód lodowca Baltoro.
Ośmiotysięczniki w paśmie Baltoro Muztagh:
- K2 – 8611 m n.p.m.
- Gaszerbrum I – 8068 m n.p.m.
- Broad Peak – 8047 m n.p.m.
- Gaszerbrum II – 8035 m n.p.m.